# Zum Heiligen Kreuz (Ockholm)

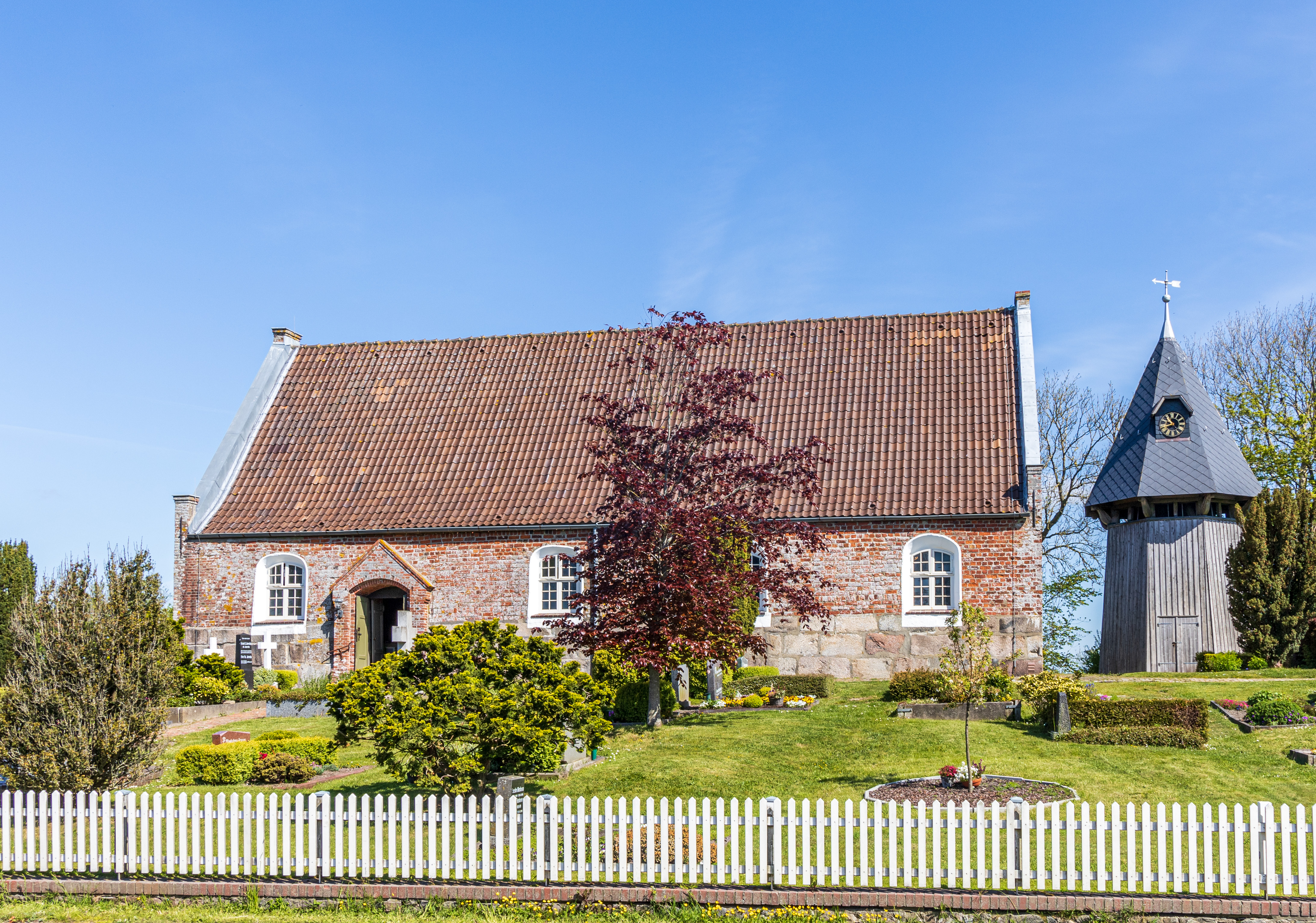
Zum Heiligen Kreuz (Ockholm)

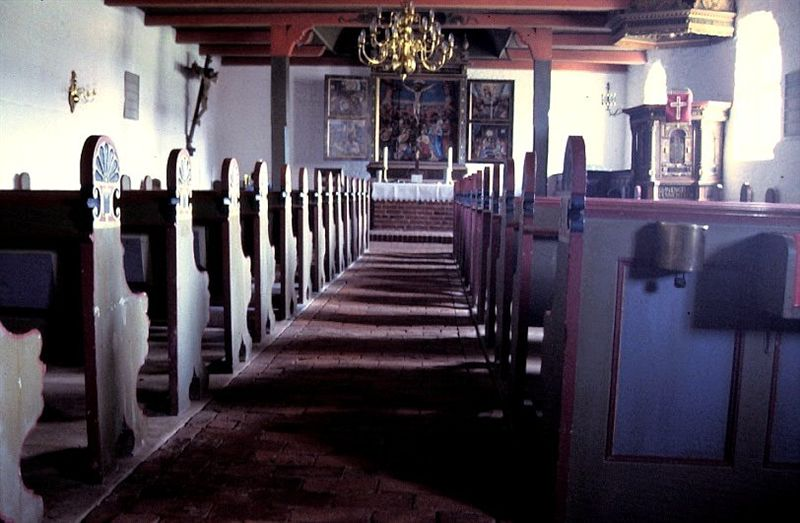
Innenansicht

Die Kirche Zum Heiligen Kreuz ist ein geschütztes Kulturdenkmal mit der Objekt-ID 4116 im Denkmalschutzgesetz in Ockholm, einer Gemeinde im Kreis Nordfriesland in Schleswig-Holstein. Die Kirchengemeinde gehört zum Kirchenkreis Nordfriesland der Evangelisch-Lutherischen Kirche in Norddeutschland.

## Baubeschreibung
Die Saalkirche wurde 1647 aus Backsteinen auf Grundmauern aus Granit erbaut, nachdem die Vorgängerkirche bei der Burchardiflut von 1634 zerstört worden war. Abseits steht ein achteckiger hölzerner Glockenstapel, der neben den Glocken auch eine Turmuhr beherbergt. 
Der Innenraum des Langhauses ist mit einer Holzbalkendecke überspannt, die 1777 mit Unterzügen versehen wurde. Zur Kirchenausstattung gehört ein Flügelaltar von 1620, in dessen Mittelteil die Kreuzigung dargestellt ist. Die Kanzel von 1620 und das marmorne Taufbecken aus dem 14. Jahrhundert stammen aus der Kirche von Evensbüll, die in der Burchardiflut untergegangen ist. Die Orgel wurde 1890 von Marcussen & Søn gebaut.